# Подмонастырская Слободка (Советск)
Подмонастырская Слободка — исторический населённый пункт на территории города Советска в Советском районе Кировской области России. Возник как поселение (тип: слобода) на вотчинных землях Кукарского Покровского монастыря (Лебяжская дворцовая волость, Алатская дорога, Казанский уезд, Казанская губерния, Казанская провинция).
Современное состояние — квартал в северо-восточной окраине города, с осевой улицой Офицера Смехова.

## Топоним
Прежние названия: подмонастырская слобода, в Подманастырской слободке, подмонастырной слоботки, Суводская Подманастырская слободка

## География
Подмонастырская Слободка находилась в нагорной местности, по высокому берегу реки Пижмы, склону реки Кукарки, граничил по безымянному оврагу с деревней Смоленцево.

### Географическое положение
В радиусе трёх километров от поселения:
- поч. Кожевинский (↓ 0.5 км)
- д. Смоленцево (↓ 1.1 км)
- с. Жерновогорье (↖ 1.7 км)
- Кирпичный завод (↘ 1.8 км)
- д. Кошкино (↓ 1.8 км)
- д. Самоделкино (→ 1.9 км)
- д. Печёнкино (← 2 км)
- д. Потаничи (↗ 2 км)
- д. Ташово (→ 2.5 км)
- поч. Рыков малый (↓ 2.6 км)
- поч. Томинский (↓ 3 км)
- д. Шарово (↓ 2.9 км)

## Климат
Климат характеризуется как умерено континентальный, с тёплым летом и холодной длительной зимой. Среднегодовая температура — 2 — 2,3 °C. Средняя температура воздуха самого холодного месяца (января) составляет −14 °C; самого тёплого месяца (июля) — 18,2 — 18,3 °C. Период с отрицательными температурами длится около 160 дней. Годовое количество атмосферных осадков — 530—550 мм.

## История
Упоминается неоднократно в документах 2-й и 3-й ревизии в 1748—1764 годах. В те годы поселение входило в следующее административно-территориальное деление: Казанская губерния → Казанская провинция → Казанский уезд → Алатская дорога → Лебяжская дворцовая волость → вотчина Кукарского Покровского монастыря.
К 1802 году под названием Суводская Подманастырская слободка, входила в Малоижмаринская волость, Яранская округа (Список населённых мест Вятской губернии 1802 г.).
К 1873 году — казённая деревня Подмонастырская Слободка, входила в Яранский уезд, в Стан 2.

## Население
В слободе проживали: по переписи 1748 года -
«манастырские крестьяне», по переписи 1762 года — «экономические крестьяне». По данным III ревизии 1762—1764 годов проживали 35 мужчин, 25 женщин.
К 1802 году 16 душ мужского пола на 4 дворах (Список населённых мест Вятской губернии 1802 г.).
К 1873 году на 4 дворах 35	человек, из них 18 мужчин,	17	женщин (Список населённых мест Вятской губернии 1859—1873 гг.)

## Транспорт
Слободка стояла на Нолинском тракте, отделяющемся от Уржумского тракта (Список населённых мест Вятской губернии 1859—1873 гг.).